# Кахабер Цхададзе
Кахабер Цхададзе (груз. კახაბერ ცხადაძე; 7. септембар 1968) бивши је совјетски и грузијски фудбалер. Након завршетка играчке каријере, ради као фудбалски тренер. Тренутно је тренер азербејџанске екипе Габала.

## Биографија
Фудбалску каријеру је започео у Динаму из Тбилисија. Играо је за немачки тим Ајнтрахт из Франкфурта. После неколико успешних сезона, прешао је 1997. у Алању Владикавказ. Након тога прешао је у енглески тим Манчестер Сити, где је имао проблема са повредама, па је у марту 2000. године отишао из тима. Потом је играо за Локомотиву Тбилиси и Анжи из Махачкале.
Године 1992. одиграо је 6 утакмица и постигао 1 гол за репрезентацију ЗНД. Био је учесник Европског првенства 1992. у Шведској са репрезентацијом Заједнице независних држава. Касније је играо за репрезентацију Грузије и одиграо је укупно 25 утакмица, био је капитен националне селекције. Једини погодак за Грузију био је у утакмици квалификација за Светско првенство 1997. против Пољске, а последњи меч је одиграо 30. маја 1998. против Русије.
У децембру 2014. године постављен је за селектора Грузије. Од 7. априла 2016. године постављен за тренера Каират Алмати. Поднео је оставку 21. јула 2017. након што је Каират испао из Лиге Европе. Од 2024. године је тренер Габале.

## Успеси
Динамо Тбилиси
- Прва лига Грузије: 1990, 1991.

Спартак Москва
- Премијер лига Русије: 1992.
- Куп Совјетског Савеза: 1991/92.